# Paul Lauener
Paul Lauener (* 26. Oktober 1887 in Wengen; † 14. Oktober 1983 in Bern) war ein Schweizer Hygieniker.

## Leben
Lauener studierte von 1907 bis 1913 Medizin an den Universitäten Bern und München. Nach seiner Promotion arbeitete Lauener am Inselspital in Bern. Von 1917 bis 1952 war er als Nachfolger von  Hans Ziegler Schularzt der Stadt Bern. Er war Lektor für Hygiene in der Sekundarlehramtsausbildung an der Universität Bern. Der Professor der Medizinischen Universitätsklinik Bruderholz (Basel) Reto Krapf veröffentlichte 1982 Laueners Tagebücher.

## Werke (Auswahl)
- Über einen durch Kuhhaare hervorgerufenen Fremdkörpertumor bei einem Melker. L. Voss, Leipzig; Hamburg 1915. (Diss. Med. Bern).
- Dringliche Aufgaben der Jugendfürsorge. Anregungen für Behörden, Eltern, Lehrer und Ärzte. A. Francke, Bern 1919.
- Der Schularztdienst. Verlag des Zentralsekretariates Pro Juventute, Zürich 1926.
- Die geschlechtliche Aufklärung der Kinder. Verlag der Schweizerischen Zentralstelle für Gesundheitspflege, Zürich 1928.
- Die Bekämpfung der ansteckenden Krankheiten durch die Schule. Verlag Paul Haupt, Bern; Leipzig 1933.
- Erfahrungen über die Behandlung und die Erfolge bei inländischen und kriegsgeschädigten Ausländer-Kindern in schweizerischen Kurstationen ausgewertet an einem Kreis von 3000 Kindern. P. Haupt, Bern 1948.
- Erlebte Schulprobleme: Erfahrungen und Erkenntnisse aus einer dreißigjährigen Schularzt–Praxis. P. Haupt, Bern 1957.
- Reto Krapf (Hrsg.): Servir et disparaître: Streiflichter aus dem Leben des Berner Schularztes Paul Lauener. Buchverlag Fischer Druck, Münsingen 1982, ISBN 3-85681-079-X.